# Taro Sugimoto
Taro Sugimoto (杉本 太郎 Sugimoto Taro?), född 28 december 1996 i Gifu prefektur, är en japansk fotbollsspelare.
Sugimoto började sin karriär 2014 i Kashima Antlers. Med Kashima Antlers vann han japanska ligan 2016, japanska ligacupen 2015 och japanska cupen 2016. 2017 flyttade han till Tokushima Vortis. Han spelade 65 ligamatcher för klubben. 2019 flyttade han till Matsumoto Yamaga FC.